# Cyrtinus pygmaeus
Cyrtinus pygmaeus är en skalbaggsart som först beskrevs av Samuel Stehman Haldeman 1847.  Cyrtinus pygmaeus ingår i släktet Cyrtinus och familjen långhorningar. Inga underarter finns listade i Catalogue of Life.